# Джаспер (Альберта)
Джаспер (англ. Jasper) — спеціалізований муніципалітет у західній частині Альберти, Канада. Це комерційний центр Національного парку Джаспер, розташований у канадських Скелястих горах в долині річки Атабаска. Джаспер розташований приблизно 362 км на захід від Едмонтона і 290 км на північ від Банфа, провінція Альберта, на перетині шосе 16 (шосе Єлловгед) та шосе 93 (Icefields Parkway)
Муніципалітет Джаспер, що містить місто Джаспер та прилеглу сільську зону обслуговування було створено як спеціалізований муніципалітет 20 липня 2001. Управління розподіляється між муніципалітетом та федеральним агентством Національних парків Канади.

## Історія
Створений в 1813 році як Джаспер-Гауз, спочатку як торговельна факторія Північно-Західної компанії, пізніше компанії Гадсон-Бей для торгівлі хутром на торговому шляху Йорк-Фекторі-Експрес між місцевістю, яка тоді називалася Новою Каледонією (нині Британська Колумбія), і фортом Ванкувер у нижній течії р. Колумбія.
Національний парк Джаспер був створений в 1907 році. Залізнична станція біля місця розташування майбутнього містечка була створена Тихоокеанською залізницею Grand Trunk в 1911 р. і спочатку отримала назву Фіцг'ю на честь віце-президента Grand Trunk. Канадська Північна залізниця розпочала рух на сполученні з Фіцг'ю в 1912 році Містечко було розплановане в 1913 р. Г. Матесоном. Воно було перейменоване на Джаспер за назвою колишнього пункту торгівлі хутром. З лютого 1916 р. до серпня 1916 р. В парку Домініон у Джаспері було влаштовано табір для інтернованих, у тому числі українців з Галичини, які в умовах Першої світової війни були визнані тодішнім урядом потенційними союзниками ворога (Австрійської Імперії).
До 1931 до Джаспера можна було добратись шосейним сполученням з Едмонтона, а в 1940 році було збудоване мальовниче шосе Айсфілд-Парквей, що сполучило озеро Луїзи та Джаспер.

## Географія

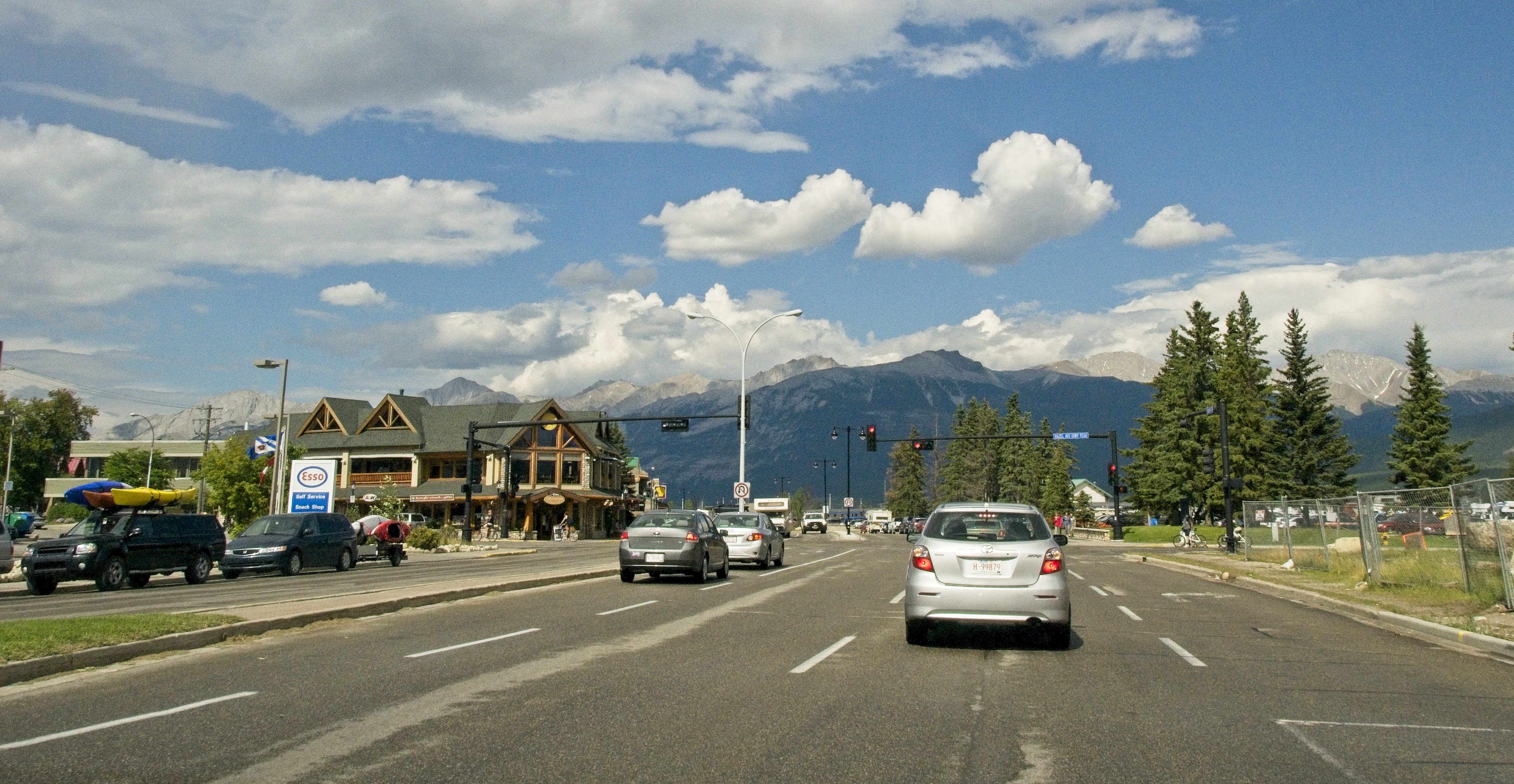

Джаспер розташований у долині річки Атабаска, біля впадіння в річку Мієт. Він лежить між хребтами Хрест Вікторії (північний захід), горою Піраміда (північ), хребтом Малін (південний схід) та Індіанським хребтом (південний захід).
Джаспер сполучений із заходом через шосе Йелловгед та перевал Єлловгед до Принс-Джорджа та на схід до Едмонтона. На південь, Icefields Parkway веде до Банфа та Національного парку Банф.
В околиці Джаспера знаходяться озера Пірамід і Патриція, а також озера Аннет, Едіт, Б'.ювет, Малейн, Медисин та кілька інших мальовничих озер. Неподалік від міста є маршрут до підніжжя мальовничої гори Едіт Кавел з невеликим льодовиком Енджел і льодовиковим озером Кавел. Фунікулер Джаспер Скайтрам везе відвідувачів на перевал Вістлерс та гірськолижний курорт Мармот Бейсін неподалік від міста, відвідувачі також полюбляють курорт Феїрмонт-Джасрер-парк-лодж. На території міста Джаспер розташовані Музей та архів Джаспера та Єлловгеда, а також Туристичний інформаційний центр Джаспера.

## Клімат
Джаспер лежить на межі вологої континентальної та субарктичної кліматичних зон. Найвища температура, зафіксована в Джаспері, становила 36,7 °C (98 °F) 16 липня 1941 р. Найхолодніша температура, відповідно, становила −47,2 °C (−53 °F) 24 січня 1916 р.
Літо в Джаспері приємне, щоденні максимуми зазвичай складають близько 21,1° C і мінімуми близько 7,2° С. Зими холодні, хоча за канадськими мірками їх можна вважати м'якими, з денними максимумами близько -2,2° C і мінімуми близько -11,7° C. Вночі часті заморозки.

## Населення
Під час перепису населення 2016 року, проведеного Статистичною службою Канади, муніципалітет Джаспер зафіксував населення 4590 осіб, яке мешкало в 1576 із 1702 загальних приватних житлових будинків,3,6% від кількості населення 4432 у 2011 році. З площею 924,06 км2 (356,78 миля2) , вона мала щільність населення 5,0 / км у 2016 р.
Під час перепису населення 2011 року у муніципалітеті Джаспер проживало 4051 населення, що мешкало в 1399 із 1615 загальних житлових будинків, що на 5 % менше порівняно з 4265 населенням у 2006 році. Потім статистичні дані Канади внесли зміни до результатів перепису 2011 року, щоб зафіксувати 4432 населення, що мешкали в 1606 із 1819 загальних житлових приміщень, що на 3,9 % більше порівняно з 2006 р. З земельною ділянкою 925.52 км2, щільність населення була 4,8/км2 у 2011.
| Компонент                         | Постійне населення | Сезонне населення | Всього населення |
| --------------------------------- | ------------------ | ----------------- | ---------------- |
| Місто Джаспер                     | неопублікований    | неопублікований   | 4152             |
| Сільська зона обслуговування      | неопублікований    | неопублікований   | 1084             |
| Загалом по муніципалітету Джаспер | 4,584              | 652               | 5236             |

Населення муніципалітету Джаспер за даними муніципального перепису 2011 року складало 5236 осіб що на 10,3 % більше, ніж у муніципальному переписі 2008 року, коли було 4745 осіб. Населення Джаспера, яке налічувало 5236 осіб у 2011 році, налічує 4584 постійних та 652 непостійних жителів, тоді як перепис населення 2007 року нарахував 4235 постійних та 510 непостійних жителів.

## Транспорт
Залізничний вокзал Джаспера обслуговується фірмою Via Rail із двома пасажирськими рейсами. Поїзди Canadian та Джаспер — Принс-Руперт курсують три рази на тиждень.
Аеропорт Джаспер знаходиться 13.3 км на північ від Джаспера.

## Освіта
Освітні послуги Джаспера надають: Шкільний округ № 77 державної школи Grande Yellowhead
- Початкова школа Джаспера (з англійською та французькою мовами навчання K — 6)
- Старша середня школа Джаспер (7–12 з англійською та французькою мовами навчання)

Регіон No 2 Центральної Франкофонії
- Еколь Дероше (К — 12)

## ЗМІ
- Jasper Fitzhugh (місцевий щотижневик)
- The Local (місцевий щотижневик)

Радіо
| Частота | Позивний | Брендинг                | Формат                      | Власник                             | Примітки                     |
| ------- | -------- | ----------------------- | --------------------------- | ----------------------------------- | ---------------------------- |
| FM 92.3 | CJAG-FM  | Вовк-одинак             | Активний рок                | Готель Athabasca                    |                              |
| FM 95,5 | CFXP-FM  | Справжнє Західне Кантрі | Кантрі музика               | Stingray Group                      | Ретранслятор CFXE-FM (Едсон) |
| FM 98,1 | CBXJ-FM  | CBC Radio One           | Ток-радіо, громадське радіо | Канадська телерадіомовна корпорація | Ретранслятор CBX (Едмонтон)  |

Телебачення
| OTA- канал | Позивний   | Мережа | Примітки                        |
| ---------- | ---------- | ------ | ------------------------------- |
| 11 (УКХ)   | CFRN-TV-11 | CTV    | Ретранслятор CFRN-DT (Едмонтон) |

## Визначні жителі
- Ян Герберс, хокеїст НХЛ
- Джон Гілворт, хокеїст НХЛ
- Ерін Карплюк, акторка українського походження
- Ваєтт Трембла, редакційний карикатурист
- Браян Янґ, хокеїст НХЛ[18]

## Місто-побратим
- — Хаконе (Канаґава), від 4 липня 1972[19].